# سعيد توفيق
سعيد توفيق هو كاتب مصري ولد 7 نوفمبر 1954 في القاهرة، وهو أستاذ علم الجمال والفلسفة المعاصرة بكلية الآداب جامعة القاهرة.

## السيرة الذاتية
حصل علي ليسانس الآداب من قسم الفلسفة في كلية الآداب بجامعة القاهرة عام 1976 بتقدير جيد جدًا، وحصل على الدكتوراه في الفلسفة بمرتبة الشرف الأولى عام 1987 من كلية الآداب بجامعة القاهرة، وحصل علي الماجستير في الفلسفة من كلية الآداب بجامعة القاهرة عام 1983 بتقدير ممتاز، وهو أستاذ ورئيس قسم الفلسفة الأسبق بكلية الآداب بجامعة القاهرة من 12 فبراير 2009 حتى 11 فبراير 2012، وهو الأمين العام للمجلس الأعلى للثقافة بمصر من 12 فبراير 2012 حتى 30 مايو 2013 (تاريخ الاستقالة) ومنذ 22 يوليو 2013 حتى 23 يونيو 2014 (الاستقالة مجددًا).

## الوظائف
- عمل معيد بقسم الفلسفة بكلية الآداب في جامعة أسيوط بسوهاج من عام 1978 إلي 1983.
- عمل مدرس مساعد بقسم الفلسفة في كلية الآداب بجامعة القاهرة من عام 1983 إلي 1987.
- عمل مدرس بقسم الفلسفة في كلية الآداب بجامعة القاهرة من عام 1987 إلي 1994.
- عمل أستاذ زائر بجامعة الإمارات من عام 1989 إلي 1990.
- عمل مدرس الميتافيزيقا وعلم الجمال بقسم الفلسفة والاجتماع بكليتي التربية والآداب بجامعة السلطان قابوس من عام 1990 إلي 1996.
- عمل أستاذ مساعد بقسم الفلسفة في كلية الآداب بجامعة القاهرة من عام 1994 إلي 1999.
- عمل أستاذ بقسم الفلسفة في كلية الآداب بجامعة القاهرة عام 1999 وما زال.
- عمل أستاذ بقسم الفلسفة في جامعة الإمارات من عام 2002 إلي 2006.
- رئيس مجلس قسم الفلسفة في كلية الآداب بجامعة القاهرة من 12 فبراير 2009 إلي 11 فبراير 2012.
- أمين عام المجلس الأعلى للثقافة من 12 فبراير 2012 حتى 23 يونيو 2014.
- درس مقررات الفلسفة المعاصرة وعلم الجمال والميتافيزيقا (مستوى الليسانس) ومقرري «مناهج البحث العلمي» و«قراءة النص الفلسفي وتأويله» (مستوى الدراسات العليا) في جامعة القاهرة وفروعها بمصر والسودان.
- درس مقرر أساليب البحث العلمي طيلة عملي كأستاذ زائر، وتدريس مقررات الميتافيزيقا وعلمي الجمال والأخلاق خلال عملي معارًا في جامعة الإمارات.
- تدريس مقررات الميتافيزيقا وعلم الجمال والفلسفة الحديثة والمعاصرة وفلسفة القيم (لمدة  ست سنوات) في جامعة السلطان قابوس.
- تدريس مقررات علم جمال المسرح وعلم جمال الموسيقى لمرحلتي البكالوريس  والدراسات العليا في أكاديمية الفنون بالقاهرة.
- درس مقرر التفكير العلمي في جامعة مصر للعلوم والتكنولوجيا.[2]

## العضوية
- عضو عامل في اتحاد كتاب مصر.
- عضو بلجنة الفلسفة في المجلس الأعلى للثقافة من عام 1999 حتى 2011.
- عضو بالجمعية الفلسفية المصرية.
- عضو بالجمعية الأمريكية للفينومينولوجيا والفنون الجميلة وعلم الجمال التابعة للمعهد الدولي للدراسات الفينومينولوجية العليا.
- عضو بأتيليه القاهرة.
- عضو بجمعية محبي الفنون الجميلة بالقاهرة.
- عضو لجان الترقية بأكاديمية الفنون.
- عضو هيئة تحرير مجلة الفلسفة والعصر التي تصدر سنويًا عن المجلس الأعلى للثقافة (حتى تاريخ الاستقالة في 2011).
- عضو مجلس أمناء بيت الشعر التابع لوزارة الثقافة من عام 2010.
- مستشار لجنة الترجمة بالمركز القومي للترجمة.
- عضو لجنة تحكيم جوائز الدولة التشجيعية عام 2008.
- رئيس تحرير سلسلة الفلسفة (الهيئة العامة لقصور الثقافة).
- رئيس تحرير مجلة الفكر المعاصر (الهيئة المصرية العامة للكتاب- الإصدار الثاني) وذلك حتى تاريخ الاستقالة في يونيو عام 2014.
- عضو الهيئة العلمية لجائزة الشيخ زايد للكتاب خلال الدورة الثامنة.
- العضوية الفخرية الأولى لنقابة المهن النفسية التخصصية.
- عضو اللجنة العليا للدراسات العليا بأكاديمية الفنون بالقاهرة من عام 2015.
- عضو لجنة الثقافة والمعرفة بأكاديمية البحث العلمي من عام 2013.

## الأعمال

### الكتب
- فلسفة التأويل، آفاقها واتجاهاتها (المجلس الأعلى للثقافة- 1 يناير 2018).
- أزمة الإبداع في ثقافتنا المعاصرة (المؤسسة الجامعية للدراسات والنشر- 11 يناير 2006).
- الخبرة الجمالية، دراسة في فلسفة الجمال الظاعراتية (المؤسسة الجامعية للدراسات والنشر- 1 يناير 1992).
- في ماهية اللغة وفلسفة التأويل (المؤسسة الجامعية للدراسات والنشر- 1 أغسطس 2002).
- الخبرة الجمالية «دراسة في فلسفة الجمال الظاهراتية» (الدار المصرية اللبنانية- 15 أكتوبر 2015).
- الفن تمثيلًا (الهيئة المصرية العامة للكتاب- 1 يناير 2017).
- نشيج علي خليج حكايات وافد على بلاد النفط (ميريت للنشر والمعلومات- 1 يناير 2007).
- معني الجميل في الفن «مداخل إلى موضوع علم الجمال» (الدار المصرية اللبنانية- 1 فبراير 2016).
- الفن والإبداع (رؤية للنشر والتوزيع- 12 أكتوبر 2020).
- تأويل الفن والدين (الدار المصرية اللبنانية- 1 يناير 2019).
- الخاطرات «التأملات الأولى في ظاهرات الحياة والوجود» (دار العين للنشر- 1 يناير 2012).
- الخاطرات «سيرة ذاتية فلسفية» (بتانة للنشر والتوزيع- 1 يناير 2019).
- عالم الغيطانى قراءات في دفاتر التدوين (دار العين للنشر- 1 يناير 2008).
- جدل حول علم الجمال (الدار المصرية اللبنانية- 1 يناير 2015).
- تأويل الفن والدين: الفلسفة وعلم النفس (1 يناير 2017).
- الفكر المعاصر - أكتوبر 2015 (الهيئة المصرية العامة للكتاب- 1 يناير 2014).
- الخاطرات (مؤسسة بتانة الثقافية- 1 يناير 2019).
- عالمية الفن وعالمه (الدار المصرية اللبنانية- 1 يناير 2019).[3]

### المقالات
- هرمنوطيقا النص الأدبي بين هيدجر وجادامر (مجلة نزوي- مارس عام 1995).
- فلسفة المرآة (مجلة نزوي- أبريل عام 1996).
- فلسفة المرآة في رؤية محمود رجب (مجلة إبداع- ينايرعام 1997).
- تجليات الوجود الأنثوي في خلسات الكرى (مجلة إبداع- يونيو عام 1998).
- جماليات الصوت والتعبير الموسيقي (مجلة نزوي- يوليو عام 1998).
- صلاح قنصوه إنساناً وعالماً (مجلة إبداع- يوليو عام 1999).
- السفر في حنايا الوجود تجربة القطار في رواية«دنا فتدلى» (مجلة إبداع- نوفمبر عام 1999).
- محنة الفلسفة وأزمة العلوم الإنسانية في الجامعات الخليجية (مجلة نزوي- أكتوبر عام 2004).
- جبال البحر في عمان - حنين الذكرى (مجلة نزوي- يوليو عام 2005).
- ومضات الزمن في«نثار المحو» عند الغيطاني (مجلة نزوي- يناير عام 2007).
- بالصداقة نواجه غربتنا واغترابنا في الحياة (مجلة الفيصل- يناير عام 2019).[4]

### الجوائز
- جائزة الشيخ مصطفى عبد الرازق عن رسالة الدكتوراه من كلية الآداب بجامعة القاهرة عام 1988.
- جائزة الدولة للتفوق في العلوم الاجتماعية عام 2007.